# Літанюк Валерій Богданович
Валерій Богданович Літанюк (нар. 2 квітня 1994) — український легкоатлет, який спеціалізується в спортивній ходьбі.
На національних змаганнях представляє Івано-Франківську область.
Тренується під керівництвом Христини Юдкіної.

## Спортивні досягнення
Срібний призер командного чемпіоната світу з ходьби на дистанції 50 км у командному заліку (2018).
Бронзовий призер Літньої універсіади у командному заліку в ходьбі на 20 км (2017).
Переможець Кубка Європи з ходьби на дистанції 50 км в командному заліку (2019).
Бронзовий призер командного чемпіоната Європи з ходьби на дистанції 50 км в командному заліку (2021).
Чемпіон України у ходьбі на 35 км (2018).
Багаторазовий призер чемпіонатів України в дисциплінах ходьби.